# Georg von Arnswaldt
Georg Michael Martin Hubert von Arnswaldt (* 29. September 1866 in Hannover; † 29. Juli 1952 in Ebstorf) war ein deutscher Forstmann und Naturschützer.

## Leben

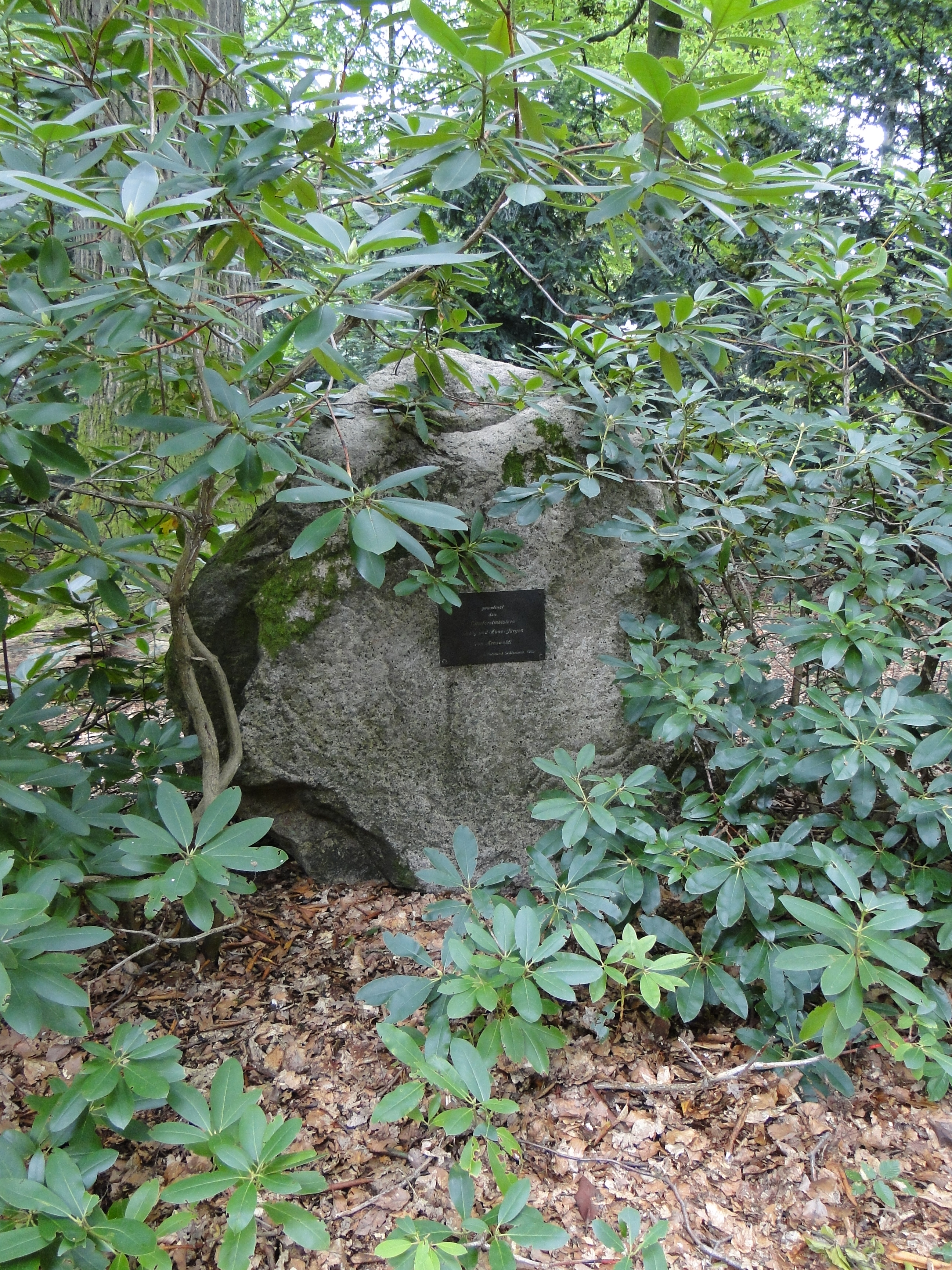
Gedenkstein für Georg und Hans-Jürgen Arnswaldt im Naturschutzgebiet Hohe Burg und Schwarzer See

Georg von Arnswaldt war der Sohn des Gutsbesitzers Hans von Arnswaldt aus dem ursprünglich thüringischen, später hannoverschen Adelsgeschlecht von Arnswaldt. Er besuchte von 1876 bis 1883 das Vitzthumsche Gymnasium in Dresden und 1885 das Realgymnasium in Celle. Anschließend studierte er Forstwissenschaften an der Forstakademie Eberswalde und wurde 1888 Leiter des Forstamts Radelübbe. 1891 schrieb er sich zum Studium der Kameralien an der Universität Rostock ein. 1901 wurde er zum Leiter des mecklenburgischen Forstamts Schlemmin berufen, das er in den 33 Jahren seiner Leitungstätigkeit zum Musterrevier mit beispielhafter waldbaulicher Tätigkeit entwickelte. 1926 wurde er zum Oberforstmeister ernannt. Er war Hauptmann der Reserve.
1905 gehörte Arnswaldt dem vorbereitenden Ausschuss zur Begründung des mecklenburgischen Heimatbundes an. 1917 entstand auf seine Initiative hin im Drispether Moor das erste Naturschutzgebiet in Mecklenburg. 1935 wurde er Leiter der Landesstelle für Naturschutz in Mecklenburg. Georg von Arnswaldt war Vorsitzender des Vereins mecklenburgischer Forstwirte, Mitglied des Führungsrats des Deutschen Forstvereins und des Reichsforstwirtschaftsrates sowie Vorsitzender des Reichsforstverbandes.
Seit 1934 im Ruhestand in Schwerin, übernahm er kriegsbedingt von 1939 bis 1941 vertretungsweise noch einmal die Leitung des Forstamtes Schlemmin. 1944 zog er nach Niedersachsen.
Im Naturschutzgebiet Hohe Burg und Schwarzer See erinnert seit 1992 ein Gedenkstein an ihn und seinen Sohn und Nachfolger Hans Jürgen von Arnswaldt, der genauso wie das Forstamt Schlemmin auf der Liste der Baudenkmale in Bernitt steht.

## Familie
Georg Michael von Arnswaldt heiratete am 12. Juni 1896 in Klodram Annamarie Mathilde Caroline Bolten (1872–1955). Aus der Ehe gingen die vier Kinder Hans-Jürgen, der spätere Konteradmiral Wolff-Ehrenreich (1898–1972), Edelgard und Burghard hervor.

## Werke
- Naturschutz in Mecklenburg. In: Beiträge zur Heimatkunde. Band 9. Eberhardtsche Hof- und Ratsbuchdruckerei, Wismar 1938, DNB 578770555.
- Mecklenburg, das Land der starken Eichen und Buchen. Niederdeutscher Beobachter, Schwerin 1939, DNB 578770547 (Digitalisat [abgerufen am 4. Januar 2024]).